# Cal Miró (Clariana)
Cal Miró és una masia del petit nucli d'Hortoneda, al municipi de Clariana de Cardener (Solsonès), inclosa a l'Inventari del Patrimoni Arquitectònic de Catalunya.

## Situació
Es troba al nord-oest del terme municipal, a tocar de la carretera de Manresa C-55, al punt quilomètric 74,4, des del que s'hi accedeix per un trencall ben senyalitzat.

## Descripció

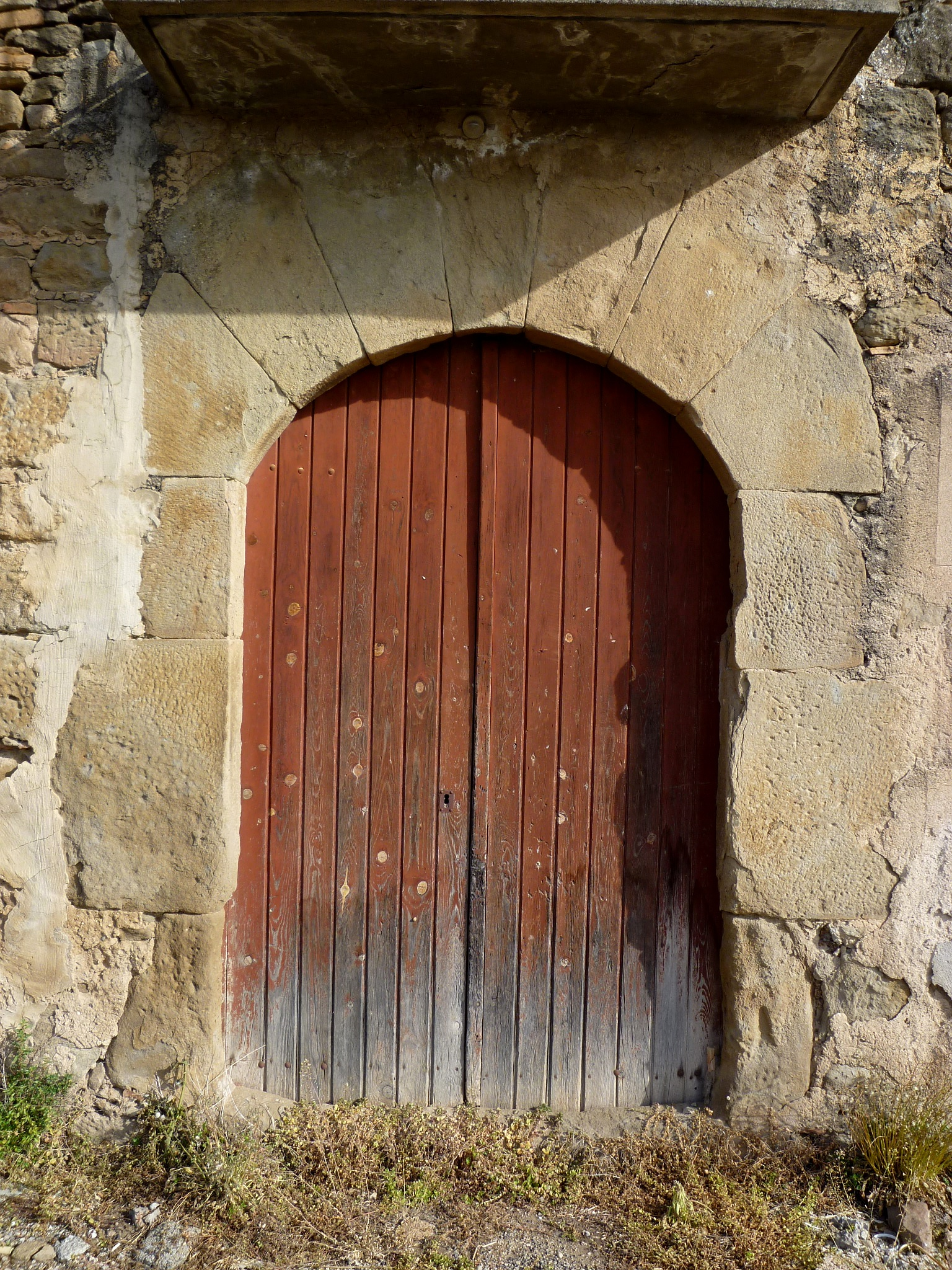
Portal

Masia de planta rectangular, orientada nord-sud i amb teulada a doble vessant. Té una porta a la cara oest de forma rectangular i amb llinda de pedra i, davant de la porta, hi ha un edifici adossat a la casa que sembla de construcció més primitiva, davant de la qual hi ha el pou i l'eixida. El parament de la casa és de pedres irregulars en filades mentre que les de l'altra construcció, és de pedres tallades.

## Història
La masia de cal Miró, pertany a l'antiga parròquia d'Hortoneda. És esmentada inicialment l'any 1060 (Orto Regis) i constà de diverses fogatges com a poble (cal Miró forma part del "poble"). Era del vescomtat de Cardona, dins la batllia de Solsona i, al segle xiii, tenia tretze masos.
Als segles x i xi, s'anomenava Hort del rei per haver estat lloc deshabitat i desèrtic fins que fos repoblat i organitzat als volts del 970 en la primera etapa de la reconquesta del Solsonès. És d'aquesta època que consten les masies que formaren la parròquia d'Hortoneda